# Chlamydomonas patellaria
Chlamydomonas patellaria là một loài tảo trong họ Chlamydomonadaceae, thuộc chi Chlamydomonas.